# Yvonne Wussow
Yvonne Wussow, geborene Viehöver (* 15. März 1955 in Bonn; † 5. September 2006 in Hamburg) war eine deutsche Journalistin und Schriftstellerin.

## Leben
Yvonne Viehöver wuchs in Bonn auf. Ihr Vater war der DGB-Pressechef, Leiter des Sozialpolitischen Referates im Bundespresseamt und ZDF-Programmdirektor Joseph Viehöver (1925–1973). Nach ihrem Schulabschluss absolvierte sie die Deutsche Journalistenschule in München, arbeitete als Pressesprecherin, schrieb für verschiedene Medien (Cosmopolitan, Stern) und verfasste Drehbücher (Klinik unter Palmen), Texte für Kinder-CDs und mehrere Bücher (Südafrika – Geliebtes Land, Mein Baby-Tagebuch).
Im August 1992 heiratete Viehöver den Schauspieler Klausjürgen Wussow. Aus der Ehe ging ein Sohn hervor, Benjamin Wussow (* 1993). Zwischen der Trennung im März 2000 und der im Februar 2003 erfolgten Scheidung lieferten sich beide über die Medien eine Auseinandersetzung, die als „Rosenkrieg“ oder auch „Schlammschlacht“ bezeichnet wurde.
Zuletzt wohnte sie mit ihrem Lebensgefährten Jörg Wollny und ihrem Sohn in Hamburg. Sie starb im September 2006 im Alter von 51 Jahren an den Folgen einer Brustkrebs-Erkrankung, die bereits im Jahr 1989 erstmalig bei ihr diagnostiziert wurde.